# Dessau-Roßlau
Dessau-Roßlau [▶] je grad u njemačkoj saveznoj pokrajini Saskoj i Anhaltu, koji leži na rijekama Labi i Muldi. Grad je nastao 1. srpnja 2007. godine, spajanjem gradova Dessau i Roßlau.
Kompleks zgrada Bauhaus u Dessauu, djelo arhitekta Waltera Gropiusa, nalazi se na popisu UNESCO-ove Svjetske baštine.

## Vanjske poveznice
- Službena stranica (njem.) (engl.)

### Ostali projekti
|  | Zajednički poslužitelj ima još gradiva o temi Dessau-Roßlau |